# Marin Ranteš
Marin Ranteš (Varaždin, 9. kolovoza 1995.), hrvatski biciklist slobodnim načinom i osvajač FISE svjetskog kupa u BMX biciklizmu.
U mladosti se prije BMX-a bavio i nogometom, stolnim tenisom, košarkom te rukometom. Zbog BMX-a odlazi u Zagreb, gdje trenira u jedinoj dvorani za BMX u Hrvatskoj. Godine 2011. osvaja naslov najboljeg BMX biciklista u Hrvatskoj te 2012. dobiva pokroviteljstvo Red Bulla. Sljedeće godine osvaja 4. mjesto na Pannonian Challengeu u Osijeku, kao i 4. mjesto na dvoranskom BMX prvenstvu u češkom Truntovu.
U studenom 2018. osvojio je FISE Svjetski kup u BMX Park disciplini, što je najbolji rezultat u povijesti adrenalinskih športova u Hrvatskoj.
Godine 2018. dobio je pozivnicu za Nitro World Games koji se te godine po prvi put održavao u BMX Park disciplini. Nastupom je ušao u povijest kao prvi Hrvat koji je sudjelovao na Nitro World Games BMX Park natjecanju te kao prvi Hrvat u povijesti koji je dospio u finale nekog od potomaka Nitro Circus evenata. U finale je ušlo 6 biciklista. Finale se sastojalo od 3 vožnje kojima je bilo moguće sakupiti ukupno 100 bodova; Marin je završio šesti s osvojenih 81,6 bodova. To je ujedno bilo i prvo natjecanje u Marinovoj karijeri u kojem je vozio bowl.
Godine 2019. dobio je pozivnicu za X Games. Time je postao prvi Hrvat koji je pozvan na to prestižno natjecanje. Nastupio je, ali nastup je završio u kvalifikacijama. Time je postao prvi Hrvat koji je nastupio na X Games.
Godine 2019. postao europski viceprvak, na prvom Europskom freestyle prvenstvu
2021. dobio je poziv po drugi puta za nastup na X Games.
Izborio je normu za nastup na OI 2024. u Parizu.